# Gaverkasteel

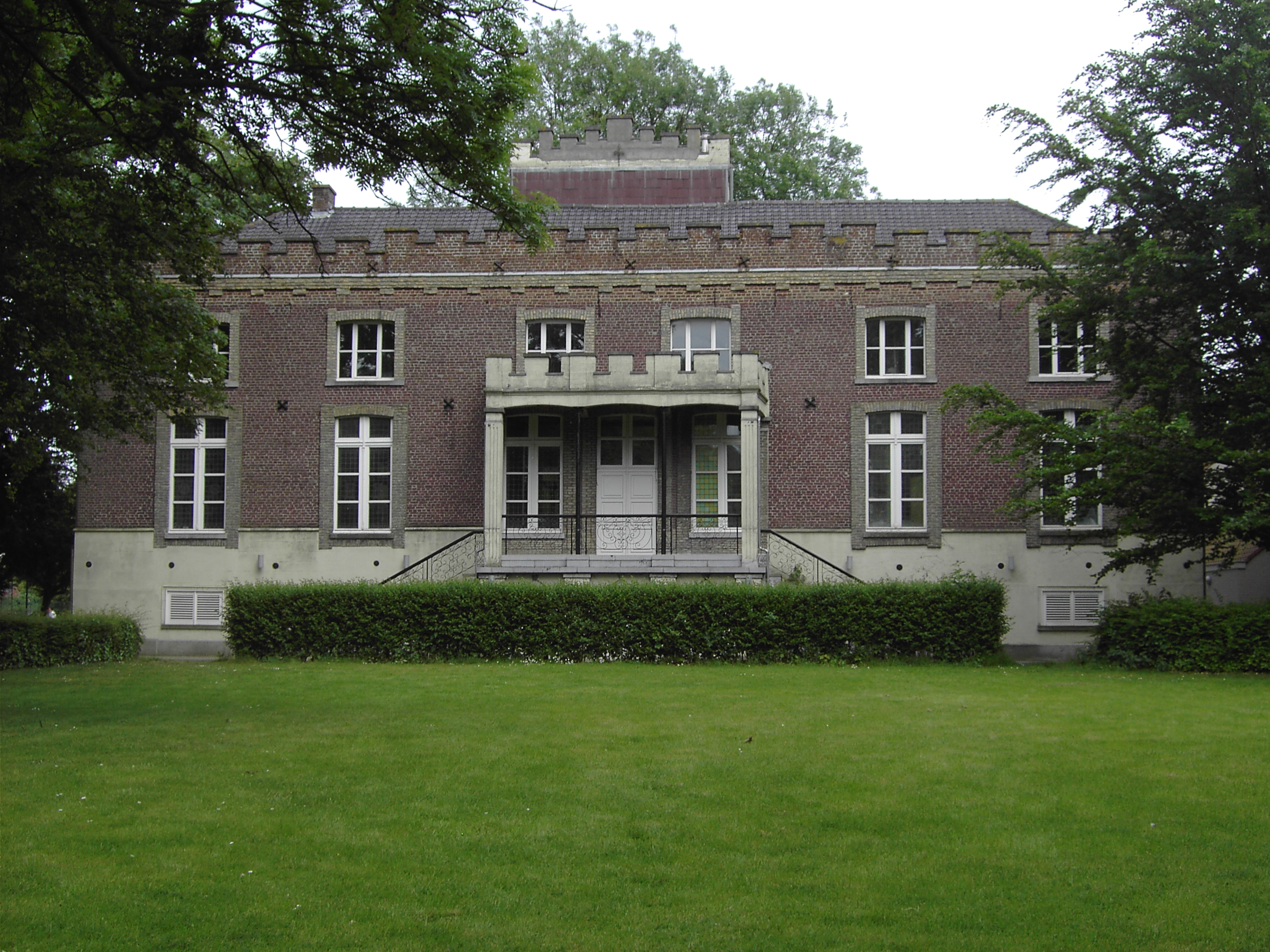
Vooraanzicht Gaverkasteel heden

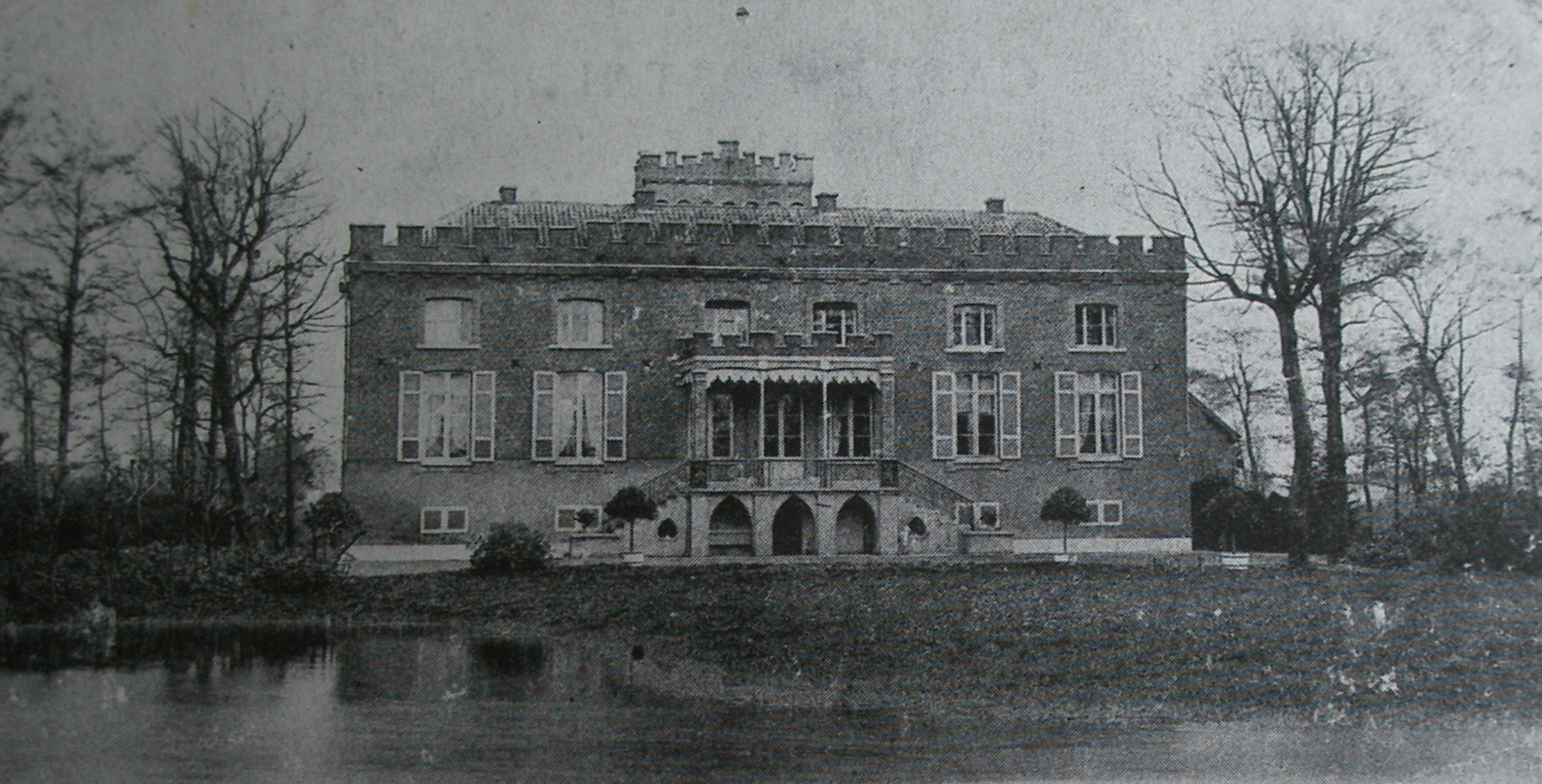
Gaverkasteel anno 1900

Gaverkasteel is de benaming voor het kasteel in de Belgische gemeente Deerlijk dat zich bevindt in het sport- en recreatieoord Gaverdomein. Deze benaming is afgeleid van een gebied met vochtige weilanden enige kilometers ten westen van het kasteeldomein, de Gavers (nu natuurgebied De Gavers).

## Geschiedenis
In de eerste helft van de 18de eeuw stond hier al een herenboerderij  't Goed ter Plancken. Deze werd begin 19de eeuw ook gebruikt als een schapenhoeve. Rond deze periode kwam de boerderij in handen van de vermogende familie Vercruysse; jonkheer Astère Vercruysse de Solart liet ze op het einde van de 19de eeuw verbouwen tot een kasteel, een zomerverblijf voor hemzelf en zijn gezin.
In de hal prijkt in een brandvenster het wapen van de heer Vercruysse de Solart. Dit wapen bestaat uit een azuren schild met een zilveren tandwiel en 21 gouden kruisjes. De kerkspreuk is: Sub Cruce Labor (= Arbeid onder het Kruis).
Langs de wanden zijn in bas-reliëf figuren afgebeeld uit de Griekse en de Romeinse tijd. In de eetzaal is er een houten schouw gemaakt van oude kerkmeubelen afkomstig uit de kerk van Ruien. Boven de schouw hangt een koperen kruis met daaronder ook in koper het adellijk wapen gedateerd 1922. Onder de haard is er een tafereel uit het evangelie afgebeeld: Jezus aan de Jacobsbron en de Samaritaanse vrouw. In de vensters staan de wapenschilden van Deerlijk, West- en Oost-Vlaanderen en Henegouwen (woonplaatsen van de familie; Henegouwen, omdat ook het kasteel Méaulne in Celles in hun bezit was). In een ander venster wordt een vrouw met een tandwiel in de ene en een schaal in de andere hand afgebeeld. Deze figuur is omrand met vogels en fruit.
Tijdens de Eerste Wereldoorlog werd het kasteel opgeëist door Duitse officieren die veel kostbaar meubilair naar Duitsland lieten overbrengen. In 1921 overleed Astère Vercruysse. Het jaar daarop lieten de erfgenamen het interieur van het kasteel restaureren door de bekende Kortrijkse firma Kunstwerkstede Gebroeders De Coene N.V..
Rond 1930 werd het kasteel verkocht. De nieuwe eigenaar en enkele kompanen werden in 1932 gearresteerd omdat ze er heimelijk alcohol stookten en smokkelden. Wat later wisselde het kasteel terug van eigenaar om in 1956 samen met wat aangrenzende gronden aangekocht te worden door de gemeente Deerlijk. In 1957 ontstond in de tuinen van het kasteel het ontspanningsoord Het Gaverkasteel, uitgebreid in 1962. Het omvatte onder meer tennisvelden. In 1971 kwam er een sporthal (met veel later een tweede sporthal) en in 1974 een overdekt zwembad op het domein. In 1991 werd het terrein nog eens vergroot door de aankoop van meer gronden en het heet nu officieel Gaverdomein. Het wordt begrensd door de Vercruysse de Solartstraat, de Schragenstraat, de Stationsstraat en de Ring (N36).
Sinds decennia is het oude koetshuis annex paardenstal in gebruik als restaurant en brasserie. Aan de muren van de sterk verbouwde paardenstal is nog de datum 1772 in ijzeren cijfers te zien. Het kasteel zelf biedt nu onderdak aan het Sociaal Huis en het OCMW.
Het kasteel werd lange tijd aan het oog onttrokken door hoge bomen in de tuinen en omdat het wat afgelegen stond van de weg.